# Lloyd Palun
Lloyd Palun (28 de novembro de 1988) é um futebolista internacional do Gabão que joga pelo Nice na Ligue 1. Ele joga como volante

## Carreira
Ele se juntou ao Nice depois de jogar com os clube amadores locais Martigues e Trinité Sport.Apesar de ter nascido na França, Palun decidiu representar Gabão em nível internacional sênior. Ele fez sua estréia pela seleção de Gabão foi em 9 de fevereiro de 2011 com uma vitória por 2-0 contra a seleção de Congo.
Ele fez parte do elenco da Seleção Gabonense de Futebol na Campeonato Africano das Nações de 2017.